# Obdarování (mormonismus)
Obdarování je jedním z vrcholných obřadů v několika denominacích mormonismu. Tento symbolický ceremoniál je důležitý v Církvi Ježíše Krista Svatých posledních dnů a některých odnožích mormonského fundamentalismu. Podoba a průběh obřadu se však v rozdílných denominacích zásadně liší. Kristova komunita a další odštěpené skupiny Obdarování nikdy nepřijaly.

Zakladatel a prorok CJKSPD Joseph Smith poprvé představil Obdarování svým následovníkům v roce 1842, dva roky před svou násilnou smrtí. Je předmětem historických debat, nakolik byl Smith při tvorbě obřadu ovlivněn svým krátkým členstvím ve Svobodném zednářství. Svou formou a některými použitými symboly Obdarování připomíná zednářské rituály, zásadně se však liší obsahem ceremoniálu. Podle věřících Smith čerpal také ze zjevení od Boha a znovuzřídil tak obřad, který byl ztracen v průběhu tzv. odpadlictví od pravé Kristovy Církve. Řada mormonských autorů tak hledá podobnosti Obdarování se starověkými rituály.

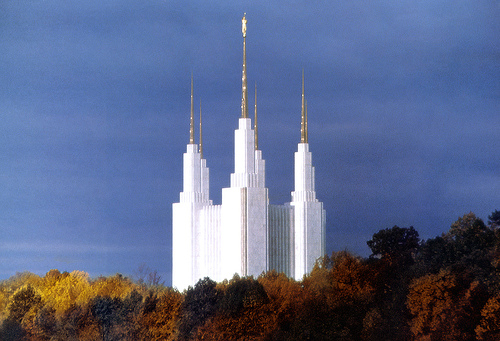
Svatí posledních dnů Obdarováním prochází pouze v chrámech. Na obrázku je chrám ve Washington D.C.

Obřad symbolizuje cestu jedince životem, počínaje tzv. předpozemským životem a konče návratem k Bohu. Svatí během ceremoniálu sledují krátký film o Stvoření světa, Pádu Adama a Evy, Usmíření Ježíše Krista a zavazují se být věrní Bohu a dodržovat jeho zákony. Věří, že Bůh je díky jejich poslušnosti obdaruje svou mocí a požehná jim v pozemském životě i životě po smrti. Pro věřící je tento obřad posvátný a během něj slibují, že o některých jeho částech nebudou mimo chrám mluvit.
V současné době prochází Obdarováním v CJKSPD každý dospělý člen, pokud je toho hoden - tedy žije způsobile podle přikázání, které církev od svých členů očekává. Každý člen CJKSPD je také pobízen k tomu, aby vykonával obřad v zastoupení za své zemřelé předky. Podoba a průběh obřadu byly v průběhu historie několikrát modernizovány, Církev však deklaruje, že zásadní náplň a posvátné smlouvy s Bohem zůstaly nezměněné. Podle učení CJKSPD je Obdarování spásným obřadem a člověk nemůže býti zbožštěn a nemůže se vrátit do přítomnosti Boha bez tohoto obřadu. V CJKSPD členové procházejí Obdarováním výhradně v chrámech, tudíž je tento obřad nazýván většinou chrámovým obdarováním.

## Historie
Zkoumání vzniku Obdarování naráží na problém nedostatku zdrojového materiálu od jeho autora, Josepha Smitha. Ten si od října 1839 do prosince 1842 nevedl osobní deník a nezanechal tak téměř žádné svědectví o tvorbě a procesu vzniku Obdarování. Podle nepřímého svědectví měl prohlásit, že tvorba obřadu byla řízena zjevením od Boha. Řada historiků se snažila rozplést vlivy, které na mladého proroka v této době působily a které ho mohly při tvorbě ovlivnit. V této souvislosti je nejčastěji zmiňován překlad Knihy Abrahamovy z egyptských papyrů, na kterém Smith pracoval a jeho účast na zednářských obřadech v Nauvoo v roce 1842.

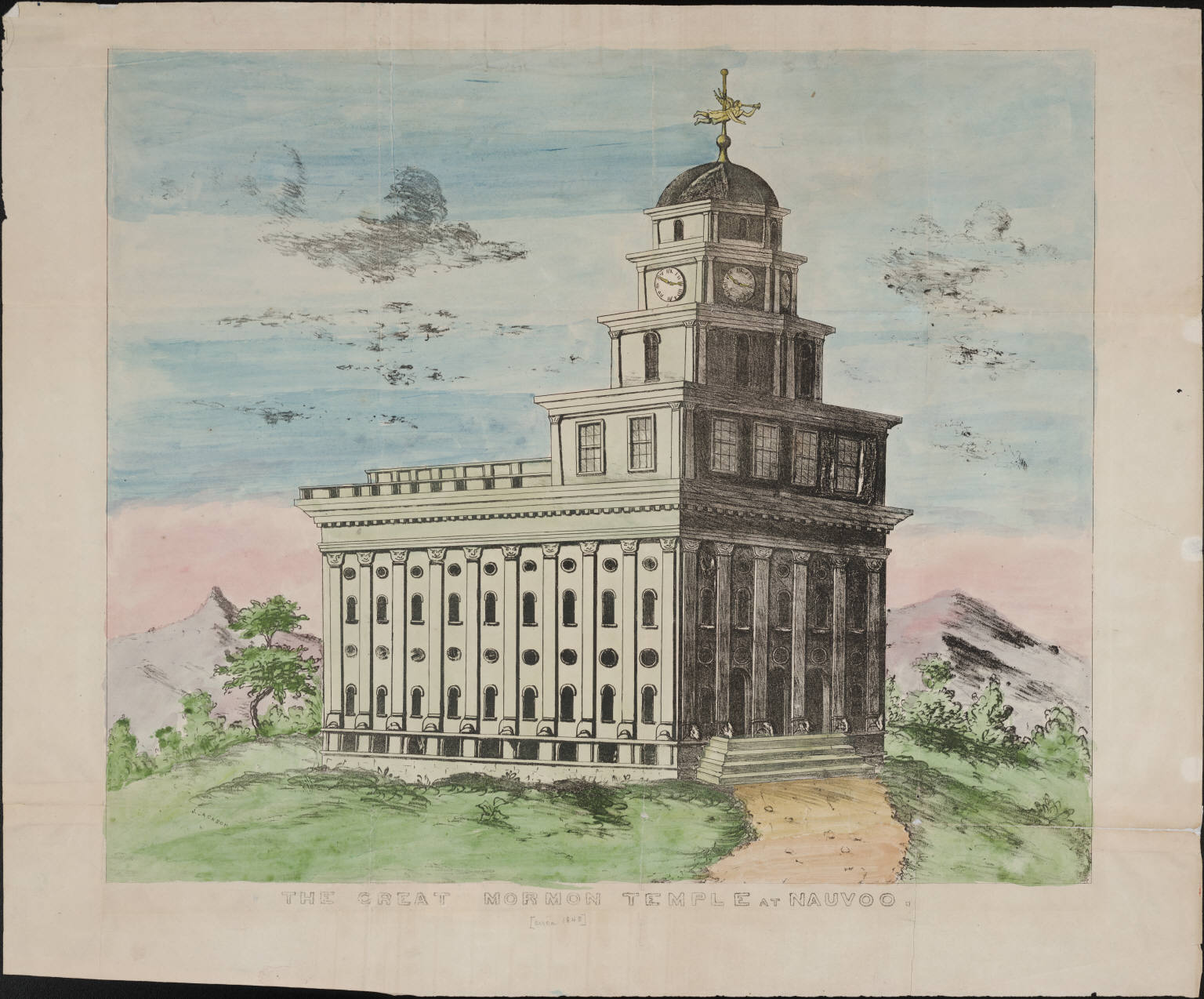
Historicky druhý postavený mormonský chrám v Nauvoo se stal středobodem nového obřadu Obdarování. Svatí v něm obřad praktikovali až pod vedením Brighama Younga, Smith už byl v době dokončení chrámu po smrti.

Smith poprvé do Obdarování zasvětil úzkou skupinku Svatých na začátku května 1842 v horní místnosti svého obchodu v Nauvoo a postupně ho začal představovat i dalším. Podle dochovaných svědectví řada jeho následovníků věřila, že Smith znovuzřídil starověké obřady, které se ve zkorumpované formě dochovaly ve Svobodném zednářství.
Po dokončení chrámu v Nauvoo Svatí začali obřad praktikovat v prostorách svého svatostánku. Podle dostupných záznamů prošla před nuceným odchodem na Západ Obdarováním velká část obyvatel Nauvoo, přes 5000 z nich.
Svatí obřad obnovili až v roce 1852 v Salt Lake City, kde v roce 1855 postavili Endowment House, určený speciálně k provádění tohoto rituálního dramatu. Mezi lety 1855 a 1884 zde prošlo Obdarováním přes 54 000 lidí. Ačkoli křty za mrtvé zavedl již Joseph Smith, Obdarování v zastoupení za mrtvé poprvé proběhlo až v lednu 1877 v chrámu v St. George. V témže roce Young rozhodl, že je nutné ceremoniál písemně zaznamenat, do té doby byl předáván pouze v ústní podobě. S výstavbou dalších chrámů bylo potřeba průběh ceremoniálu harmonizovat, což se stalo po zasvěcení chrámu v Salt Lake City v roce 1893. O rok později byla založena Utažská genealogická společnost, což vedlo k nárůstu zájmu o práci s rodokmeny a systematické provádění obřadů pro zesnulé.
Obřad původně trval více než šest hodin, postupně byl zkracován zhruba na tři. Další důležitou změnou bylo zapojení moderní filmové technologie a postupné nahrazení živých "herců", kteří představovali jednotlivé postavy (Bůh, Kristus, proroci a další), videem. Katalyzátorem této změny bylo zasvěcení chrámu v Bernu ve Švýcarsku v roce 1953. Poprvé bylo totiž tehdy Obdarování ve větší míře vykonáváno v jiném jazyce než byla angličtina. Ve druhé polovině 20. století byly digitalizovány také genealogické databáze a obřady v zastoupení za mrtvé díky internacionalizaci Církve Ježíše Krista Svatých posledních dnů a vzestupu internetu pokračovaly ve stále větší míře.
Obřady v odštěpených denominacích mormonského fundamentalismu se vyvíjely jiným způsobem a podle výzkumníků dnes připomínají podobu obřadu, tak jak vypadala v CJKSPD na přelomu 19. a 20. století.

## Současná podoba Obdarování v CJKSPD

### Příprava
Pro vstup do chrámu musí být členové držiteli tzv. chrámového doporučení, tedy potvrzení vedoucích, že jsou na účast v obřadech připraveni a jsou jí hodni. Pro účast na Obdarování musí být člověk dospělý a minimálně 1 rok členem. Standardně také prochází krátkým přípravným kurzem.

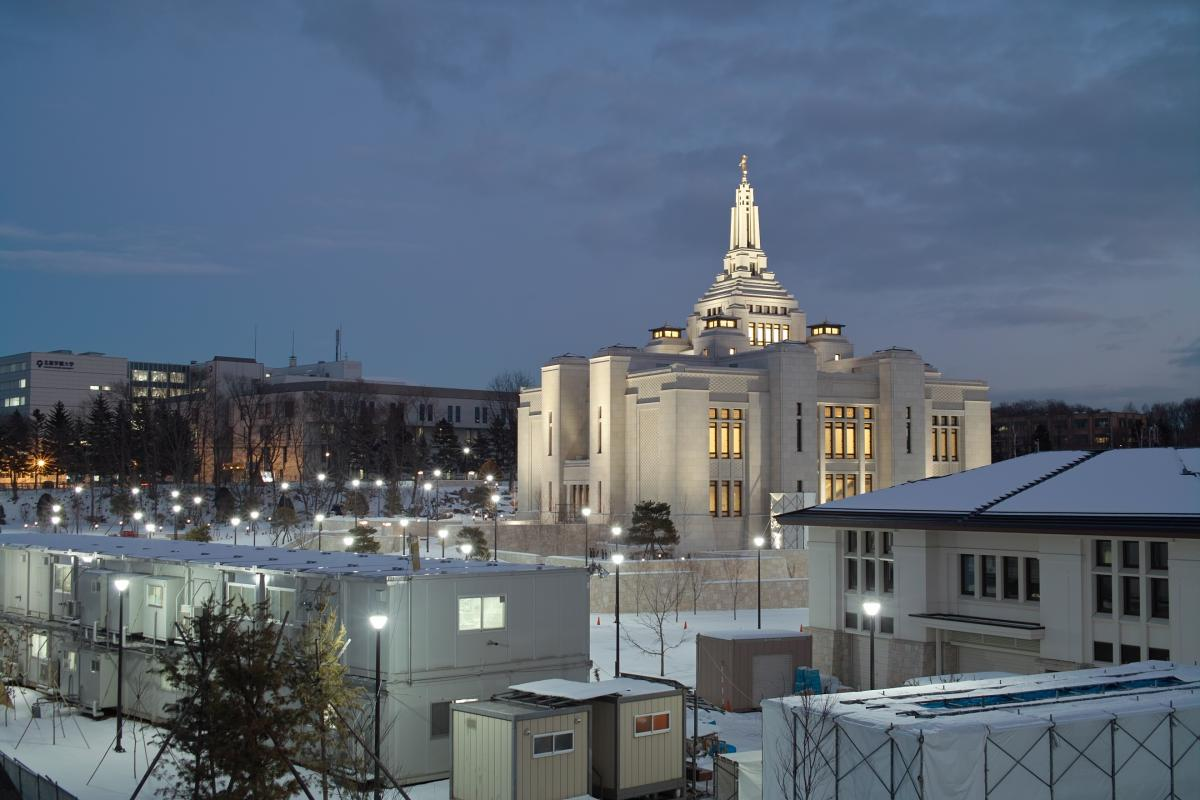
Chrám CJKSPD v Sapporu v Japonsku, celestiální místnost se většinou nachází ve vrchní části a účastníci obřadu tak na závěr symbolicky stoupají po schodech vzhůru do boží přítomnosti.

### Struktura
Obdarování je rituální drama a ve větších chrámech při něm účastníci procházejí několika místnostmi, které symbolizují cestu jedince z předpozemské existence zpět do Boží přítomnosti po smrti. V menších chrámech je obvykle pouze jedna obřadní místnost a na závěr účastníci symbolicky projdou do přítomnosti Boha v tzv. celestiální místnosti.

### Chrámové oblečení
Všichni účastníci na sobě mají čistě bílé oblečení, symbolizující jednotu a čistotu před Bohem. V průběhu obřadu si pak postupně oblékají několik kusů oblečení, které připomínají oděv starozákonních chrámových kněží a symbolizují kněžské povolání obdarovaných.

### Průběh a obsah rituálu
Účastníkům je představeno pět zákonů, které se následně zavazují dodržovat. Výčet je z oficiálních stránek CJKSPD:
1. Zákon poslušnosti, který zahrnuje snahu o dodržování Božích přikázání.
2. Zákon oběti, který znamená, že děláme vše, co můžeme, abychom podpořili Pánovo dílo, a činíme pokání se zlomeným srdcem a zkroušeným duchem.
3. Zákon evangelia, což je vyšší zákon, kterému učil Kristus, když byl na Zemi.
4. Zákon cudnosti, což znamená, že máme sexuální vztahy pouze s osobou, s níž jsme podle Božího zákona právoplatně a zákonně oddáni.
5. Zákon zasvěcení, což znamená, že svůj čas, talenty a vše, čím nás Pán obdařil, věnujeme budování Církve Ježíše Krista na Zemi.

Každá smlouva je doprovázena také stiskem, znamením a jménem. Tyto detaily Svatí považují za posvátné a mimo chrámy o nich nemluví.

## Dřívější prvky Obdarování

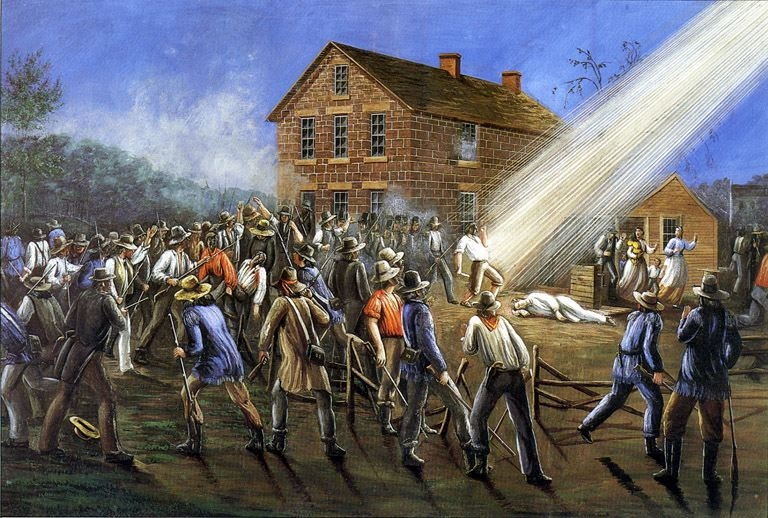
Umělecké znázornění mučednické smrti Josepha Smitha

### Přísaha pomsty
Mezi lety 1845–1927 byla součástí Obdarování také přísaha, která účastníky zavazovala modlit se k Bohu, aby pomstil krev proroků, což byl téměř jistě odkaz na vraždu bratrů Smithových, Josepha a Hyruma, v létě roku 1844. Existuje ale řada konfliktních svědectví, z nichž některá naznačovala, že přísaha zahrnovala také samotný akt pomsty, nebo že naopak neměla souvislost s americkým národem a Smithovými, ale odkazovala na obecnou zásadu a verše z Nového zákona.

### Protestantský kazatel
V rituálu figuruje mimo postavy Boha a Krista také postava Lucifera, božího nepřítele. Součástí dramatu jsou také boží služebníci - proroci. Do roku 1990 byl v Obdarování ztvárněn také Luciferův služebník ve formě protestantského kazatele, který překrucuje boží nauky. Tato postava byla úplně odstraněna.

### Adamitský jazyk
Součástí obřadu byla do roku 1990 také krátká fráze "Pay Lay Ale", která měla údajně být v tzv. Adamově jazyku. Ta byla následně nahrazena frází v dnešních jazycích: "Ó Bože, vyslyš slova mých úst."